# Hanns Specht
Johannes (Hanns) Karl August Wilhelm Specht (* 1. Januar 1888 in Posen; † 31. Mai 1985 in Neustadt am Rübenberge) war ein deutscher Verwaltungsjurist.

## Leben
Specht war ein Sohn des Reichsgerichtsrats Felix Specht. Er studierte zunächst an der University of Cambridge und der Ruprecht-Karls-Universität Heidelberg Rechtswissenschaft. 1907 wurde er  wie Franz Pfeffer von Salomon – im  Corps Vandalia Heidelberg recipiert. Als Inaktiver wechselte er an die Christian-Albrechts-Universität zu Kiel. 1910 bestand er das Referendarexamen. 1912 wurde Specht Regierungsreferendar in Danzig. 1914–1918 nahm er als Oberleutnant der Reserve im 7. Reserve-Dragoner-Regiment und beim Stab der 21. Reserve-Division am Ersten Weltkrieg teil. 1919 wurde er Regierungsassessor im Ministerium des Innern in Berlin, 1922 Regierungsrat in Merseburg, 1923 Regierungsrat beim Landesfinanzamt in Hamburg. Ab 1934 war er Landrat im Kreis Neustadt am Rübenberge.